# 9055 Edvardsson
9055 Edvardsson eller 1992 DP8 är en asteroid i huvudbältet som upptäcktes den 29 februari 1992 av UESAC vid La Silla-observatoriet. Den är uppkallad efter den svenske astronomen Bengt Edvardsson.
Asteroiden har en diameter på ungefär 8 kilometer.